# Episodi di Bull (quarta stagione)
La quarta stagione della serie televisiva Bull, composta da 20 episodi, è stata trasmessa in prima visione negli Stati Uniti d'America sul canale CBS dal 23 settembre 2019 al 4 maggio 2020.
In Italia è stata trasmessa in prima visione assoluta su Rai 2 dal 9 agosto al 21 novembre 2020.
| n° | Titolo originale    | Titolo italiano           | Prima Tv USA      | Prima Tv Italia   |
| -- | ------------------- | ------------------------- | ----------------- | ----------------- |
| 1  | Labor Days          | Le cose capitano          | 23 settembre 2019 | 9 agosto 2020     |
| 2  | Fantastica Voyage   | Un fantastico viaggio     | 30 settembre 2019 | 15 agosto 2020    |
| 3  | Rectify             | Rimedio                   | 7 ottobre 2019    | 22 agosto 2020    |
| 4  | Her Own Two Feet    | Con le proprie gambe      | 14 ottobre 2019   | 23 agosto 2020    |
| 5  | Billboard Justice   | Giustizia in prima pagina | 21 ottobre 2019   | 29 agosto 2020    |
| 6  | Into the Mystic     | Nella nebbia della mente  | 28 ottobre 2019   | 30 agosto 2020    |
| 7  | Doctor Killer       | Dottor Morte              | 4 novembre 2019   | 3 settembre 2020  |
| 8  | Safe and Sound      | Sani e salvi              | 18 novembre 2019  | 5 settembre 2020  |
| 9  | The Flying Carpet   | Il tappeto volante        | 25 novembre 2019  | 12 settembre 2020 |
| 10 | Imminent Danger     | Legittima difesa          | 16 dicembre 2019  | 13 settembre 2020 |
| 11 | Look Back in Anger  | Ricorda con rabbia        | 6 gennaio 2020    | 19 settembre 2020 |
| 12 | Behind the Ivy      | La vita è un soffio       | 20 gennaio 2020   | 23 settembre 2020 |
| 13 | Child of Mine       | Soluzione geniale         | 3 febbraio 2020   | 26 settembre 2020 |
| 14 | Quid Pro Quo        | La giurata numero otto    | 10 febbraio 2020  | 3 ottobre 2020    |
| 15 | Flesh and Blood     | Fratello di sangue        | 17 febbraio 2020  | 10 ottobre 2020   |
| 16 | Missing             | Tratta in salvo           | 9 marzo 2020      | 17 ottobre 2020   |
| 17 | The Invisible Woman | La donna invisibile       | 16 marzo 2020     | 24 ottobre 2020   |
| 18 | Off the Rails       | Collisione                | 6 aprile 2020     | 7 novembre 2020   |
| 19 | The Sovereigns      | Saggezza umana            | 13 aprile 2020    | 14 novembre 2020  |
| 20 | Wrecked             | Immunità diplomatica      | 4 maggio 2020     | 21 novembre 2020  |

## Le cose capitano
- Titolo originale: Labor Days
- Diretto da: Bethany Rooney
- Scritto da: Glenn Gordon Caron

### Trama
Alla vigilia del Capodanno 2017, una giovane barista serve con riluttanza a un uomo solitario il suo sesto bicchierino di tequila, dopodiché l'uomo va in una casa dove la sua ex moglie e quattro dei loro amici stanno festeggiando e spara a tutti, uccidendoli. Al giorno d'oggi, Bull perde un caso seguito da un avvocato apparentemente incompetente mentre Benny si occupa di un caso insidioso. Bull implora Benny di tornare, ma inutilmente. Benny alla fine si unisce a Bull quando la barista viene processata per omicidio colposo quasi due anni dopo l'evento perché ha servito troppi bicchierini all'avventore. Benny convince il team della TAC di poter sostenere che l'alcol non ha causato la sparatoria, piuttosto, era stato pianificato con largo anticipo. Nonostante i migliori sforzi della squadra, la giuria rimane bloccata per diversi giorni. 
- Ascolti Italia: telespettatori 827 000 – share 5,80%[2]

## Un fantastico viaggio
- Titolo originale: Fantastica Voyage
- Diretto da: Michael Weatherly
- Scritto da: Pamela Wechsler

### Trama
Un informatore fa accusare l'imprenditrice Whitney Holland di aver frodato gli investitori promettendo loro che la sua tecnologia di desalinizzazione dell'acqua può gestire volumi che non sono possibili. Bull accetta di prendere il suo caso tra le proteste del team della TAC, in particolare Benny. Bull ritiene di poter sostenere che, nonostante abbia mentito sulla sua storia passata e su altre cose, Whitney crede davvero che la sua tecnologia alla fine sarà praticabile. Il dibattito si traduce in un solo giurato che si schiera con Whitney, il che è sufficiente per annullare il processo. Bull dice al giudice che il team della TAC è bloccato per i prossimi sette mesi, dando a Whitney e alla sua azienda più tempo per sviluppare completamente la tecnologia prima di un nuovo processo. Nel frattempo, Chunk è orgoglioso di sua figlia quando viene scelta tra 1500 candidati per un programma di studio all'estero di giornalismo in Giordania, ma si preoccupa quando lei sembra evitarlo.
- Ascolti Italia: telespettatori 619 000 – share 5,30%[3]

## Rimedio
- Titolo originale: Rectify
- Diretto da: Kevin Berlandi
- Scritto da: Kathryn Price e Nichole Millard

### Trama
Lo studio legale di Chunk si aggiudica un nuovo processo per Eddie Mitchell (Malcolm Goodwin), che è stato condannato per triplice omicidio nel 2002 quando era uno spacciatore di basso livello di 16 anni. Un altro spacciatore e una donna incinta sono rimasti uccisi nell'incidente. Sebbene abbia lavorato al caso originale per l'accusa come seconda carica, Benny inizia a credere che la condanna fosse sbagliata dopo aver interrogato il detective che ha utilizzato lo stesso testimone, una prostituta ora deceduta, in altri quattro casi di omicidio. Il caso alla fine si trasforma, e il team della TAC scopre con l'aiuto di Taylor che la donna incinta, ritenuta una spettatrice innocente, potrebbe essere stata l'obiettivo. Nel frattempo, Marissa incontra il suo terapista e spiega come Greg è diventato improvvisamente freddo nei suoi confronti, e Chunk finalmente riesce a contattare sua figlia.
- Ascolti Italia: telespettatori 565 000 – share 4,70%[4]

## Con le proprie gambe
- Titolo originale: Her Own Two Feet
- Diretto da: Dan Lerner
- Scritto da: Sarah H. Haught

### Trama
Sadie Washington, una giovane imprenditrice di cosmetici famosa per essere apparsa nelle sue pubblicità sui social media, è sconvolta quando suo padre, Gerald, vuole vendere l'azienda a una multinazionale. Gerald ha preso il controllo della parte finanziaria della società dopo che Sadie ha fatto una scenata davanti alle telecamere, episodio che poi si è scoperto essere stato causato da un disturbo bipolare. Sadie assume la TAC per fermare la vendita e le prove iniziali mostrano che Gerald ha fatto alcune cose losche con i soldi di sua figlia. Tuttavia, quando le motivazioni di Gerald diventano chiare, Bull e il team devono ripensare la loro strategia. Nel frattempo, Chunk scopre che Anna è incinta, e viene ulteriormente preso alla sprovvista quando la figlia gli comunica che vuole interrompere la gravidanza per non perdere il suo programma di giornalismo in Giordania. Inoltre, Marissa confida a Bull che il suo matrimonio con Greg è finito.
- Ascolti Italia: telespettatori 589 000 – share 3,60%[5]

## Giustizia in prima pagina
- Titolo originale: Billboard Justice
- Diretto da: Aaron Lipstadt
- Scritto da: Travis Donnelly

### Trama
Taylor diventa ossessionata dall'aiutare Jessica Lee, una ballerina in un club per gentiluomini che sostiene di essere stata violentata dal magnate immobiliare Nathan Alexander in una delle stanze private del club. Anche dopo aver appreso che la TAC sta per accettare l'offerta di prendere Alexander come cliente, Taylor non si lascia scoraggiare, facendo arrabbiare Bull quando fa deliberatamente incontrare Benny e Lee prima che si incontri con Alexander. Bull alla fine aiuta Lee. Il caso si rivela difficile, in quanto non ci sono prove video, né prove fisiche (Lee ha aspettato tre giorni per denunciare l'aggressione alla polizia) e Alexander ha pagato tutte le precedenti vittime che Danny riesce a trovare. Nel frattempo, Chunk è in conflitto tra essere un buon cristiano o essere un padre solidale per quanto riguarda l'aborto di Anna.
- Ascolti Italia: telespettatori 743 000 – share 5,10%[6]

## Nella nebbia della mente
- Titolo originale: Into the Mystic
- Diretto da: Dennis Smith
- Scritto da: Marissa Matteo

### Trama
Rachel Elliot, una potente CEO nota per la sua tenacia, si sveglia con i postumi di una sbornia trovando contusioni sulle sue braccia; Peter, suo marito, è inizialmente scomparso e successivamente viene trovato morto. La donna viene accusata di averlo ucciso mentre era ubriaca, quindi Rachel assume la TAC per difenderla in tribunale. La squadra si preoccupa quando trova prove che Rachel ha agito senza emozioni e e non in linea col suo carattere, incluso andare a lavorare lo stesso giorno in cui ha riferito che Peter era scomparso e soffre di vuoti di memoria. Presto si scopre che Rachel soffre di Alzheimer precoce, che ha innescato la sua periodica perdita di memoria e comportamenti anomali. Il team trova un testimone che rivela che Peter ha cercato di uccidere Rachel soffocandola con un sacchetto di plastica, per impossessarsi del suo patrimonio e scappare con la vicina nonché sua amante, e lei lo ha ucciso per legittima difesa. Dopo che è stata dichiarata non colpevole, Rachel, su richiesta di Bull, si dimette dalla sua compagnia e dona una parte sostanziale della sua fortuna alla ricerca sull'Alzheimer. Nel frattempo, Chunk continua a cercare di riconciliarsi con Anna dopo che lei si è allontanata ulteriormente da lui. Dopo essere rimasto seduto fuori dal suo dormitorio per diverse ore, riesce a conquistarla affermando che anche se potrebbe non essere in grado di farle cambiare idea sul suo aborto, la sosterrà qualunque cosa decida.
- Ascolti Italia: telespettatori 825 000 – share 5,10%[7]

## Dottor Morte
- Titolo originale: Doctor Killer
- Diretto da: Valerie Weiss
- Scritto da: Larry Kaplow

### Trama
Bull ha difficoltà a difendere un cliente che ha confessato di aver ucciso accidentalmente il medico che ha provato un trattamento sperimentale su sua sorella, solo per poi apprendere che il trattamento non era mai stato testato sugli esseri umani. Si scopre che il cliente sta coprendo il figlio di sua sorella, che ha pedinato il medico e lo ha aggredito spingendolo contro una recinzione. Il cancello della recinzione era stato lasciato aperto e il dottore è precipitato in una fossa di costruzione, morendo sul colpo. L'accusa cerca di dipingerlo come aggressivo e senza rimorsi, mentre Chunk fa il possibile per preparare l'adolescente. Nel frattempo, Taylor fa un po' di ricerche e scopre che il dottore aveva ricevuto un anticipo di 500000 $ dall'azienda farmaceutica per testare il trattamento su un essere umano, ed aveva solo una settimana di tempo prima di dover rimborsare i soldi a causa della scadenza del contratto.
- Ascolti Italia: telespettatori 877 000 – share 6,00%[8]

## Sani e salvi
- Titolo originale: Safe and Sound
- Diretto da: Glenn Gordon Caron
- Scritto da: Pamela Wechsler

### Trama
Il tredicenne Charlie Crawford convince il fratello maggiore Theo a lasciargli maneggiare la pistola del padre. Quando diversi clic indicano che la pistola sembra vuota, Theo lascia la stanza. Quando Theo ritorna, Charlie mira e spara, uccidendo suo fratello. L'accusa sceglie di accusare il padre Eric, un amico amico di Bull dai tempi del college, di omicidio colposo dopo aver ammesso di aver dato la pistola al diciassettenne Theo, credendola scarica. Eric dice di aver visitato spesso un poligono di tiro con Theo e gli ha insegnato la sicurezza, ma il video della loro ultima visita rivela che Eric non ha controllato che la pistola fosse vuota durante l'uscita. Eric giura sul banco dei testimoni che ha sparato sei colpi e la pistola era vuota. Nel frattempo, Bull deduce dall'ascolto della chiamata al 9-1-1 di Charlie e dalla testimonianza che Charlie è probabilmente un sociopatico e incapace di empatia. Dopo aver invocato il segreto avvocato-cliente, Charlie ammette a Bull di aver messo il proiettile nella pistola. Tuttavia, Bull e Benny condividono questo con l'accusa per far cadere le accuse di Eric, affermando che Charlie ha commesso precedentemente spergiuro durante processo, cosa che annulla l'obbligo alla riservatezza tra avvocato e cliente. Charlie viene pertanto accusato di aver ucciso suo fratello.
- Ascolti Italia: telespettatori 662 000 – share 4,50%[9]

## Il tappeto volante
- Titolo originale: The Flying Carpet
- Diretto da: Anne Hamilton
- Scritto da: Chamblee Smith

### Trama
Un adolescente, incoraggiato dai suoi amici e dalla pubblicità che il selfie più originale avrebbe avuto come premio una pizza, sale sul tetto della pizzeria The Flying Carpet per scattarsi un selfie con l'insegna della pizzeria: il cemento cede e il ragazzo cade sul marciapiede sottostante, rimanendo paralizzato. La famiglia del ragazzo fa causa ai proprietari del ristorante, che successivamente chiedono alla loro compagnia di assicurazione di responsabilità civile di coprire l'infortunio. La TAC rappresenta la compagnia di assicurazioni dopo che è diventato chiaro che il ragazzo ha saltato una recinzione chiusa e ha ignorato i segnali di violazione di domicilio prima di salire. Il querelante sostiene che il ristorante stava organizzando un concorso settimanale per gli avventori per fare un selfie con l'insegna in primo piano e ha incoraggiato foto uniche e originali. Prima che il caso si concluda definitivamente, la compagnia di assicurazione si ritira, dichiarando la polizza nulla e non valida per un tecnicismo e lasciando che i proprietari della pizzeria rispondano di tasca loro per i danni. Bull trova un modo per spingere il rappresentante dell'assicurazione ad accordarsi con la famiglia del ragazzo mentre protegge i proprietari del ristorante.
- Ascolti Italia: telespettatori 799 000 – share 5,00%[10]

## Legittima difesa
- Titolo originale: Imminent Danger
- Diretto da: Mary Lou Belli
- Scritto da: Kathryn Price e Nichole Millard

### Trama
Dopo essere stata perseguitata dal suo ex ragazzo, sia online che di persona, una donna incontra l'uomo nella sua casa e gli spara a morte mentre scappa giù per le scale: viene così arrestata per omicidio. Bull prende il caso pro bono, credendo che la TAC possa sostenere che la donna, molestata a lungo dall'ex, credeva davvero che fosse una minaccia imminente. Il giudice del processo detesta apertamente Bull a causa di un caso precedente e gli proibisce di essere in aula. Questo costringe Bull e Marissa a scambiarsi di posto. Durante il processo, lo Stato cerca di dimostrare che la donna era in realtà lo stalker. Taylor scopre che il cellulare e i computer dell'uomo sono stranamente puliti, ma dopo che lei e Danny trovano un passaggio nascosto nel seminterrato dell'uomo, scoprono un gadget high-tech utilizzato per bloccare i segnali in uscita. Questa scoperta trasforma il caso in favore della difesa. Nel frattempo, Taylor teme di essere perseguitata da un uomo con cui è uscita di recente.
- Ascolti Italia: telespettatori 804 000 – share 4,60%[11]

## Ricorda con rabbia
- Titolo originale: Look Back in Anger
- Diretto da: Tessa Blake
- Scritto da: Sarah H. Haught

### Trama
Un amico di Marissa, Stephen (Aaron Dean Eisenberg), il cui fratello minore si è appena suicidato, vuole citare in giudizio il noto uomo d'affari e filantropo Peter Maybrook (Kevin Kilner) per aver abusato di suo fratello all'inizio degli anni '90 quando era bambino. Mentre New York ha approvato una legge che rimuove la prescrizione sui casi di abuso sessuale, Bull e Benny affermano di non poter citare in giudizio nessuno per conto di un defunto. Stephen poi rivela che anche lui è stato abusato da Maybrook due anni prima di suo fratello, e propone di citare in giudizio lo stesso miliardario. Bull cerca di selezionare giurati che possano entrare in empatia con il bisogno di privacy personale di un individuo, ma il processo alla fine si basa su prove da fotocamere digitali che il fratello ha rubato all'imputato.
- Ascolti Italia: telespettatori 862 000 – share 4,80%[12]

## La vita è un soffio
- Titolo originale: Behind the Ivy
- Diretto da: Alex Pillai
- Scritto da: Steven Paul Martinez

### Trama
L'amico di Chunk dai tempi del liceo privato, Reggie, che ora è un consigliere, chiede se Chunk può incontrare i genitori di Antonio Garcia, un sedicenne che è crollato ed è morto mentre si allenava per ingrassare per un incontro di wrestling. Quando Bull e Benny vanno a trovarli, i genitori decidono di rifiutare un accordo di 500000 $ e di citare in giudizio la scuola e l'allenatore per morte ingiusta, principalmente perché la madre vuole sapere perché suo figlio è morto. La difesa presenta i documenti di iscrizione e sostiene che i genitori di Antonio non sono riusciti a scoprire una condizione cardiaca che aveva da bambino, ma la madre sostiene che i medici hanno detto loro che la condizione era scomparsa quando Antonio aveva cinque anni. Sapendo che la difesa ha pagato un esperto medico noto per essere comparso in casi giudiziari, Bull e il team cercano ogni occasione in cui ha testimoniato che una condizione della valvola mitrale infantile non può causare un attacco di cuore negli adolescenti. Tuttavia, l'esperto li coglie in contropiede testimoniando di aver trovato prove durante l'autopsia che Antonio stava assumendo anfetamine prima della sua morte. Chunk trova una traccia di e-mail che lo porta a scoprire che Antonio si è confidato con Reggie sul suo uso di anfetamine. Reggie dice che Antonio non voleva che rivelasse il suo segreto, ma poi dice di averlo detto a una persona: l'allenatore di Antonio.
- Ascolti Italia: telespettatori 290 000 – share 2,90%[13]

## Soluzione geniale
- Titolo originale: Child of Mine
- Diretto da: Dennis Smith
- Scritto da: Marissa Matteo

### Trama
Una coppia bianca rimane confusa dopo che la moglie dà alla luce un bambino di colore. La moglie, una vecchia amica di Taylor, chiede l'aiuto della TAC, poiché la clinica di fertilità che hanno usato ha commesso un errore con lo sperma. Bull rifiuta l'offerta di un accordo di 40000 $ dalla clinica e negozia per 1000000 $ per la coppia, ma presto apprendono che l'uomo nero, il cui campione genetico è stato utilizzato dalla clinica, sta chiedendo la custodia del figlio biologico per sé e la moglie. In tribunale, Benny afferma che la ricca coppia nera lavora molte ore e sta cercando tate, mentre l'avvocato della coppia nera sottolinea che il marito bianco frequenta settimanalmente sedute di terapia per cercare aiuto psicologico a causa della sua infanzia violenta. Quando i documenti di divorzio che la moglie bianca ha presentato un anno prima che il bambino venisse alla luce, si difende dicendo che soffriva di sbalzi d'umore a causa della terapia ormonale e della gravidanza, mentre l'avvocato avversario sostiene che la moglie aveva abbandonato il divorzio solo dopo aver appreso della sua gravidanza. Alla fine, Danny fa ricerche sulla coppia nera e scopre che la donna è in remissione dal cancro. Bull trova una soluzione: la moglie bianca donerà degli ovuli alla coppia di colore per il loro trattamento di fertilità; in cambio entrambe le coppie avranno diritto di visita i figli l'una dell'altra.
- Ascolti Italia: telespettatori 939 000 – share 4,90%[14]

## La giurata numero otto
- Titolo originale: Quid Pro Quo
- Diretto da: Bethany Rooney
- Scritto da: Pamela Wechsler

### Trama
Il dottor Samir Shadid, un cardiochirurgo di successo che ha salvato numerose vite, viene arrestato e accusato di sapere che suo padre ha pagato una grossa somma per farlo ammettere a un'università prestigiosa più di dieci anni prima. Bull cerca giurati che credano nelle seconde possibilità, ma il team della TAC è costretto a utilizzare l'ultima scelta discrezionale disponibile per scegliere tra due giurati recalcitranti. Samir afferma di non essere a conoscenza di ciò che ha fatto suo padre, ora defunto. L'intermediario (in realtà una donna) che ha lavorato con il responsabile dell'ammissione corrotto afferma che Samir era presente quando suo padre ha effettuato il pagamento, ma la madre di Samir giura sul banco dei testimoni che suo figlio non ne aveva idea. Durante il processo, Bull è costretto ad andarsene quando la sua compagna Izzy, in ritardo sul termine della gravidanza, ha dolori ma è un falso travaglio. Il team della TAC viene a sapere di una tangente pagata a un giurato, che risulta essere stato contattato da un avvocato e che ha un interesse nel risultato del processo. Bull condivide queste informazioni con il pubblico ministero e la incoraggia a rinunciare al caso in corso. Mentre il caso in tribunale si chiude, Izzy inizia il travaglio sul serio e dà alla luce una bambina.
- Ascolti Italia: telespettatori 965 000 – share 4,80%[15]

## Fratello di sangue
- Titolo originale: Flesh and Blood
- Diretto da: John Aronson
- Scritto da: Kathryn Price e Nichole Millard

### Trama
Vivian Cahill (Anna Wood), una vecchia amica del college di Bull, è accusata di aver ucciso nella loro casa il proprio padre, Terrence, verbalmente violento. Bull accetta il caso, ma sorgono complicazioni quando Benny soffre di un'appendicite acuta durante le prime fasi del processo. Chunk diventa il rappresentante legale di Vivian con Benny che funge da suo supervisore da remoto. Il team della TAC apprende dalle loro indagini che il colpevole non era un esattore che molestava Vivian, ma un figlio illegittimo di Terrence che lo uccise accidentalmente in un impeto di rabbia.
- Ascolti Italia: telespettatori 882 000 – share 4,40%[16]

## Tratta in salvo
- Titolo originale: Missing
- Diretto da: Mike Smith
- Scritto da: Zyana Salazar

### Trama
Gli agenti dell'FBI arrestano Elena Smith per aver rapito sua nipote di 3 anni, Sarah Cooper, 12 anni prima, a causa delle prove schiaccianti che il padre di Sarah, Jim Cooper, stava abusando sia di Sarah che della sua defunta moglie (la sorella di Elena). Sarah, che ora ha 15 anni e conosciuta con il nome di Chloe Smith, è stata cresciuta da Elena come sua figlia. Bull e Benny prevedono un processo difficile, dato che non c'è dubbio che Elena sia colpevole del crimine, quindi Bull spera di selezionare giurati che vedranno l'atto come un salvataggio invece che un rapimento. Marissa suppone che Jim, che ora vive in Florida con una nuova moglie e un figlio di 2 anni, possa ancora essere violento, quindi Danny va a indagare. Danny riceve prove dalla scuola materna del fatto che il bambino che ha subito abusi, ma il giudice non permetterà a Benny di chiamare testimoni che non hanno visto Jim abusare di sua moglie o suo figlio in prima persona. Danny individua la moglie, Sofia, e la convince a comparire come testimone a sfavore del marito, il che capovolge il caso.
- Ascolti Italia: telespettatori 1 012 000 – share 4,80%[17]

## La donna invisibile
- Titolo originale: The Invisible Woman
- Diretto da: Randy Zisk
- Scritto da: Sarah H. Haught

### Trama
A causa di un precedente accordo pro bono che la TAC è tenuta a onorare, viene difesa la dottoressa Natalie Reznick, che è accusata di aver inviato lettere piene di antrace a più persone, due delle quali sono morte a causa del batterio. Le lettere sono state inviate poco dopo il taglio dei fondi federali per le ricerche condotte dal dipartimento di Reznick. Sebbene sia opinione diffusa che abbia inviato le carte per dimostrare che l'antrace è ancora una minaccia, Reznick insiste di essere stata incastrata. Durante il processo, che non sta andando bene, Marissa insieme a Taylor riceve una busta ed una sostanza in polvere esplode, contaminando potenzialmente entrambe. Risulta essere zucchero a velo, probabilmente inviato da qualcuno che è arrabbiato con la TAC per aver difeso la "Dott.ssa. Antrace", come è stata soprannominata dai media. Danny e Taylor alla fine costruiscono prove video da una serie di telecamere che mostrano il supervisore di Reznick che spedisce le lettere.
- Ascolti Italia: telespettatori 789 000 – share 3,50%[18]

## Collisione
- Titolo originale: Off the Rails
- Diretto da: Mike Smith
- Scritto da: Travis Donnelly

### Trama
In una serata nevosa, il macchinista Walter Mora sta conducendo un treno quando vede un semaforo verde, ma nonostante ciò si schianta contro un treno merci fermo sui binari. Sei giorni dopo Mora si sveglia in un letto d'ospedale senza ricordare nulla dell'incidente che ha causato quattro morti e diversi feriti. La compagnia ferroviaria ha dichiarato che si è trattato di un errore umano e la TAC viene assunta dal macchinista, anche se Bull inizia a dubitare della volontà del suo cliente di lottare per dimostrare la sua innocenza. Viene individuato un potenziale testimone che era stato vittima di un disguido simile, ma non ha potuto testimoniare a causa della mancanza di prove. Dopo aver lavorato tutta la notte, Taylor scopre alcune anomalie nella manutenzione dei semafori della ferrovia.
Nel frattempo, Benny continua a pressare Bull per far battezzare sua figlia, ma lui inizialmente non vuole perché Izzy si rifiuta di sposarlo una seconda volta.
- Ascolti Italia: telespettatori 877 000 – share 3.70%[19]

## Saggezza umana
- Titolo originale: The Sovereigns
- Diretto da: Carlos Bernard
- Scritto da: Pamela Wechsler

### Trama
La giudice idealista Duggan (Kelcy Griffin) viene arrestata per aver ostacolato l'FBI quando si presenta nella sua aula per arrestare una testimone, un'infermiera che ha aiutato un medico in un suicidio assistito. Duggan aveva permesso alla testimone di lasciare il tribunale dalla porta sul retro in modo che potesse incontrare gli avvocati prima di essere arrestata. L'FBI afferma di avere il diritto di arrestare chiunque per un crimine federale, ma Duggan contesta che i testimoni che fanno accordi non dovrebbero sentirsi minacciati da un'altra agenzia. Bull istruisce Benny che vogliono giurati che possano vedere non solo la legge alla lettera, ma anche l'intento della legge. Benny sembra fare progressi in udienza, quando l'accusa chiama un testimone di confutazione sul banco dei testimoni. Il testimone dice che Duggan ha pranzato con lui due volte per discutere la possibilità di uno spettacolo televisivo ambientato in un'aula di tribunale e con lei come protagonista nei panni del giudice. Anche se Duggan dice di non aver fatto alcun patto con il testimone, la giuria è colpita e la trova colpevole. Come ultimo tentativo, Bull e Benny trovano un modo per fare appello al giudice ad interim (Xander Berkeley) nel caso di Duggan durante la fase di condanna.
- Ascolti Italia: telespettatori 925 000 – share 3.90%[20]

## Immunità diplomatica
- Titolo originale: Wrecked
- Diretto da: Dennis Smith
- Scritto da: Nichole Millard

### Trama
Mentre Taylor e la sua amica di una vita, Caroline, trascorrono una notte in città per il loro incontro annuale, Caroline viene colpita da una Lamborghini Urus guidata dalla figlia di un ricco diplomatico minorenne. Quando Caroline non riesce a superare un intervento chirurgico, lasciando orfano suo figlio di 12 anni, Taylor vuole portare la questione in tribunale. Sebbene l'accordo sull'immunità vieti un processo per omicidio colposo, la TAC può intentare una causa civile. Durante le indagini risulta evidente che la figlia del diplomatico sta proteggendo la sua amica, poiché era lei a guidare e non avrebbe potuto evitare il processo perché non gode dell'immunità diplomatica.
- Ascolti Italia: telespettatori 861 000 – share 3,60%[21]